# Mesochorus tachypus
Mesochorus tachypus (лат.) — вид наездников рода Mesochorus из семейства Ichneumonidae (Mesochorinae). Европа: Швеция, Финляндия. Находки из Северной Америки были основаны на неверной идентификации вида Mesochorus diversicolor.

## Описание
Наездники мелких размеров. Длина тела 3,2—6,3 мм. Длина переднего крыла от 3,2 до 5,8 мм. В усиках 29—37 флагелломеров. Mesochorus tachypus сходен с видом Mesochorus gemellus, но имеет следующую комбинацию признаков: грудь красная латерально и дорсально, нижняя часть лица без треугольного жёлтого пятна, задние голени апикально с крупной инфускацией, задний базитарзус полностью инфускатный, в задних лапках тарзальный коготь с маленькими зубцами. Передний край мезоплевр отделён от верхнего конца препектального валика расстоянием равным толщине жгутика усика. На щеках есть бороздка между жвалами и глазом. Жвалы с 2 зубцами. Лицо и наличник не разделены бороздкой а слиты в единую поверхность. Зеркальце переднего крыла ромбическое, большое. Лапки с гребенчатыми коготками.
Mesochorus tachypus гиперпаразитоид бабочек-пядениц Eupithecia lariciata (Freyer, 1842) (Geometridae) и серой лиственничной листовёртки (Tortricidae).
Вид был впервые описан в 1860 году шведским энтомологом А. Хольмгреном (August Emil Holmgren, 1829—1888) по типовому материалу из Швеции. В 1999 году был сведён в синонимы к виду Mesochorus gemellus, но в 2017 году восстановлен в своём валидном видовом статусе.